# Antonín František Collalto
Antonín František hrabě z Collalto a San Salvatore (Anton Franz Graf Collalto e San Salvatore / Antonio Francesco conte di Collalto e San Salvatore, 7. května 1630 Mantova – 15. července 1696) byl italský šlechtic ze starobylého rodu Collaltů usazeného od 17. století na Moravě. Řadu let zastával nejvyšší funkce v zemské samosprávě Moravy, kde mu patřil rozsáhlý majetek (hlavní sídlo v Brtnici). Byl též rytířem Řádu zlatého rouna.

## Kariéra
Narodil se v Mantově jako syn císařského maršála Rombalda Collalta (1579–1630) a jeho manželky Biancy Polyxeny Thurn-Valsassina. V mládí podnikl kavalírskou cestu po Evropě, která zahrnovala studium ve Flandrech, Francii, Itálii a Španělsku. V roce 1654 byl jmenován hornorakouským vládním radou, poté se stal císařským komořím a členem dvorské válečné rady. V roce 1666 byl císařským komisařem na říšském sněmu v Řezně, mezitím ale po starším bratru Claudiovi zdědil statky na Moravě a začal se uplatňovat v moravských zemských úřadech. Na Moravě byl nejvyšším zemským sudím (1664–1675) a nejvyšším zemským komorníkem (1675–1696). V roce 1688 byl jmenován císařským tajným radou a vyvrcholením kariéry byl zisk Řádu zlatého rouna (1695).

## Majetkové poměry
Základem rodového dědictví bylo panství Brtnice, k němuž patřila též Luka nad Jihlavou, na Žďársku vlastnil Rudolec a Černou a u Kyjova koupil Žádovice. Zásadním přínosem do collaltovského majetku bylo panství s hradem Veveří u Brna v hodnotě 440 000 zlatých, který vlastnila Antonínova druhá manželka Marie Maxmiliána, rozená z Althannu. Po její smrti zdědil Veveří nezletilý syn Leopold Rombald, za nějž majetek spravoval otec. Na Veveří byly pořádány hony a slavnosti, kam Antonín František zval aristokratickou společnost z Brna. Na hradě Veveří byla soustředěna také umělecky hodnotná zbrojnice, naopak na hlavním rodovém sídle v Brtnici soustředil Antonín František rodovou portrétní galerii. Kromě venkovských statků vlastnili Collaltové také paláce v Brně a ve Vídni.

## Manželství a potomstvo
Poprvé se oženil s Marií Terezií Porcia († 1665), toto manželství ale zůstalo bez potomstva. Jeho druhou manželkou byla Marie Maxmiliána, rozená Althannová, ovdovělá Sinzendorfová (1635–1689). Ta obohatila majetek Collaltů o hrad Veveří a z tohoto manželství pocházeli dva synové. Mladší Karel Kristián (1677–1698) byl v dobové korespondenci popisován jako rozmařilý a líný barokní kavalír, zemřel na neštovice v Paříži během kavalírské cesty. Starší syn Leopold Rombald (1674–1707) zdědil Brtnici a Veveří s dalšími statky, byl zabit v souboji a jím tato rodová větev vymřela. Majetek na Moravě pak zdědili vzdálení příbuzní Collaltové v Itálii. Třetí manželkou Antonína Františka byla Anna Marie Strattmannová (1673–1699), dcera říšského kancléře hraběte Theodora Strattmanna. Z tohoto manželství se narodil syn Theodor (1691–1693) zemřelý v dětství.